# Вэйнань
Вэйна́нь (кит. упр. 渭南, пиньинь Wèinán, буквально: «к югу от реки Вэйхэ») — городской округ в провинции Шэньси КНР.

## История
Во времена императорского Китая эти земли долгое время не были объединены в единую административную единицу. В начале империи Цин находившиеся здесь уезды подчинялись областям Тунчжоу (同州) и Хуачжоу (华州), которые в свою очередь были подчинены Сианьской управе (西安府). В 1725 году эти области были подняты в статусе до «непосредственно управляемых» (то есть стали подчиняться напрямую властям провинции Шэньси). В 1735 году область Тунчжоу была поднята в статусе и стала Тунчжоуской управой (同州府), а область Хуачжоу была наоборот понижена, став подчинённой Тунчжоуской управе «безуездной областью». После Синьхайской революции в Китае была проведена реформа административно-территориального деления, и в 1913 году области и управы были упразднены.
В 1950 году был создан Специальный район Вэйнань (渭南专区), в который вошло 13 уездов. В 1952 году в его состав перешло 5 уездов из состава специального района Сяньян (咸阳专区). В 1956 году Специальный район Вэйнань был расформирован, а входившие в него уезды стали подчиняться напрямую властям провинции Шэньси.
В 1961 году Специальный район Вэйнань был создан вновь, в него на этот раз вошло 14 уездов. В 1969 году Специальный район Вэйнань был переименован в округ Вэйнань (渭南地区). В 1983 году уезды Вэйнань и Ханьчэн были преобразованы в городские уезды, а уезды Линьтун и Ланьтянь переданы под юрисдикцию властей Сианя. В 1990 году уезд Хуаинь был преобразован в городской уезд.
Постановлением Госсовета КНР от 17.декабря 1994 года  (вступившим в силу с апреля 1995 года) были расформированы Округ Вэйнань и городской уезд Вэйнань, и образован городской округ Вэйнань; бывший городской уезд Вэйнань стал районом Линьвэй в его составе. Городские уезды Ханьчэн и Хуаинь были подчинены напрямую правительству провинции Шэньси, которое делегировало полномочия на управление ими властям городского округа Вэйнань.

## Административно-территориальное деление
Городской округ Вэйнань делится на 2 района, 2 городских уезда, 7 уездов:
| Карта                                                                       | Статус   | Название | Иероглифы       | Пиньинь | Площадькм² | Население (2009) |
| --------------------------------------------------------------------------- | -------- | -------- | --------------- | ------- | ---------- | ---------------- |
| Линьвэй Хуачжоу Тунгуань Дали Хэян Чэнчэн Пучэн Байшуй Фупин Ханьчэн Хуаинь |          |          |                 |         |            |                  |
| Район                                                                       | Линьвэй  | 临渭区   | Línwèi qū       | 1221    | 970 000    |                  |
| Район                                                                       | Хуачжоу  | 华州区   | Huàzhōu qū      | 1127    | 350 000    |                  |
| Городской уезд                                                              | Ханьчэн  | 韩城市   | Hánchéng shì    | 1621    | 400 000    |                  |
| Городской уезд                                                              | Хуаинь   | 华阴市   | Huàyīn shì      | 817     | 260 000    |                  |
| Уезд                                                                        | Тунгуань | 潼关县   | Tóngguān xiàn   | 526     | 160 000    |                  |
| Уезд                                                                        | Дали     | 大荔县   | Dàlì xiàn       | 1766    | 720 000    |                  |
| Уезд                                                                        | Хэян     | 合阳县   | Héyáng xiàn     | 1227    | 450 000    |                  |
| Уезд                                                                        | Чэнчэн   | 澄城县   | Chéngchéng xiàn | 1112    | 400 000    |                  |
| Уезд                                                                        | Пучэн    | 蒲城县   | Púchéng xiàn    | 1564    | 780 000    |                  |
| Уезд                                                                        | Байшуй   | 白水县   | Báishuǐ xiàn    | 920     | 290 000    |                  |
| Уезд                                                                        | Фупин    | 富平县   | Fùpíng xiàn     | 1233    | 780 000    |                  |

## Экономика
В округе развиты сельское хозяйство (овощи, яблоки, груши, гранаты), пищевая промышленность, солнечная энергетика и логистика.